# Кудрявцев Костянтин Борисович
Костянти́н Бори́сович Кудря́вцев, псевдонім «Костянтин Соколов» рос. Константин Борисович Кудрявцев, 1980 року народження.) — співробітник ФСБ, військовий хімік з інституту криміналістики ФСБ, колишній працівник військової академії РХБ захисту, ймовірно причетний до отруєння Олексія Навального[⇨]. 14 грудня 2020 року о 7 ранку був фігурантом телефонної розмови, коли Олексій Навальний перетелефонував йому, представився помічником секретаря Ради Безпеки РФ Миколи Патрушева.
Під час запису телефонної розмови передбачуваний співробітник ФСБ Кудрявцев проговорився на провокативні питання щодо отруєння, яке Навальним було оцінене як зізнання співучасті спецоперації ФСБ щодо усунення слідів отруєння..
Запис піддали критиці державні відомства й посадові особи Росії як «фальшивий», та «такий, що не містить доказів»[⇨].
Аудіозапис розмови був опублікований у відео на каналі YouTube через тиждень з дня запису — 21 грудня 2020 року, і набрав (скорочена версія) за станом на 8 лютого понад 27 млн переглядів. Повна версія на 21 січня — понад 2 млн переглядів.

## Біографія
За повідомленнями ЗМІ, раніше служив у військовій частині в Шиханах, де створювалася радянська хімічна зброя; колишній працівник військової академії РХБ захисту. В даний час, імовірно, працює в ФСБ в Інституті криміналістики. Ймовірно, Кудрявцев не оперативник, а радше технічний фахівець, якого залучили до проведення операції.

## Пранк
Безпосередньо сама розмова (пранк) між Навальним і Кудрявцевим відбулася 14 грудня 2020 року рано вранці о 07:00 за московським часом, перед публікацією основного розслідування про отруєння Навального, як частина більш широкої операції, спланованої групою Навального, у взаємодії з іншими ймовірними учасниками отруєння.
«Ми взяли найпростішу програму — такими користуються телефонні пранкери — для того, щоб приховати номер, з якого дзвоню я, і підставити замість нього потрібний нам номер», — розповів Навальний. Він додав, що обдзвонив кількох згаданих у розслідуванні передбачуваних співробітників ФСБ, але здебільшого співрозмовники не продовжували розмову. На запитання відповів тільки Кудрявцев.
За припущенням «Бі-бі-сі», Кудрявцев «попався на вудку» й розповів деталі операції, оскільки сам він радше технічний фахівець, залучений до проведення операції, а не оперативник; крім того, спрацював фактор раптовості, незнання того, що операцію розсекречено, посилання на авторитет вищого керівництва та надходження дзвінка з номера, що імітував комутатор спецслужб. Однак він зміг розповісти про те завдання, яке він виконав — про обробку отруєних трусів Навального й іншого одягу, знятих з нього в лікарні та поручився, що вони в хорошому стані, чисті після дворазового замивання, особливо ретельного в районі гульфика трусів, де, мабуть, і нанесли отруту. Після цього одяг здали назад у транспортну поліцію. Також Кудрявцев підтвердив, що метою операції було вбивство Навального, чому, на його думку, завадила швидка посадка літака екіпажем і робота швидкої допомоги в Омську безпосередньо за інструкцією. У той же день відео про це вийшло на каналі самого Навального, також була опублікована повна версія розмови на каналі «Навальний LIVE».

## Критика
У ФСБ назвали «підробкою» відео, опубліковане Навальним, з участю ймовірного співробітника ФСБ Кудрявцева, що спрямоване на дискредитацію ФСБ..